# Primera División 1950-1951 (Spagna)
La Primera División 1950-1951 è stata la 20ª edizione della massima serie del campionato spagnolo di calcio, disputata tra il 10 settembre 1950 e il 22 aprile 1951 e concluso con la vittoria del Atlético Madrid, al suo quarto titolo, il secondo consecutivo.
Capocannoniere del torneo è stato Telmo Zarraonaindía (Athletic Bilbao) con 38 reti.

## Stagione

### Novità
Con l'aumento a 16 delle squadre partecipanti cambiò anche il meccanismo delle retrocessioni. Le ultime due squadre retrocedevano direttamente nella Segunda División spagnola, mentre la tredicesima e quattordicesima classificata andavano a formare, assieme alle seconde e le terze classifica dei due gruppi di Segunda División, un girone di qualificazione per la successiva stagione di Primera División.

## Classifica finale
|  | Pos. | Squadra             | Pt | G  | V  | N | P  | GF | GS  | DR  |
|  | ---- | ------------------- | -- | -- | -- | - | -- | -- | --- | --- |
|  | 1.   | Atlético Madrid     | 40 | 30 | 17 | 6 | 7  | 87 | 50  | +37 |
|  | 2.   | Siviglia            | 38 | 30 | 17 | 4 | 9  | 79 | 46  | +33 |
|  | 3.   | Valencia            | 37 | 30 | 17 | 3 | 10 | 64 | 48  | +16 |
|  | 4.   | Barcellona          | 35 | 30 | 16 | 3 | 11 | 83 | 61  | +22 |
|  | 5.   | Real Sociedad       | 35 | 30 | 15 | 5 | 10 | 77 | 56  | +21 |
|  | 6.   | Real Valladolid     | 33 | 30 | 14 | 5 | 11 | 51 | 51  | 0   |
|  | 7.   | Athletic Bilbao     | 33 | 30 | 15 | 3 | 12 | 88 | 56  | +32 |
|  | 8.   | Celta Vigo          | 33 | 30 | 15 | 3 | 12 | 62 | 56  | +6  |
|  | 9.   | Real Madrid         | 31 | 30 | 13 | 5 | 12 | 80 | 71  | +9  |
|  | 10.  | Racing Santander    | 30 | 30 | 12 | 6 | 12 | 49 | 60  | -11 |
|  | 11.  | Deportivo La Coruña | 30 | 30 | 13 | 4 | 13 | 64 | 47  | +17 |
|  | 12.  | Español             | 30 | 30 | 13 | 4 | 13 | 82 | 72  | +10 |
|  | 13.  | Malaga              | 29 | 30 | 12 | 5 | 13 | 55 | 52  | +3  |
|  | 14.  | Real Murcia         | 19 | 30 | 8  | 3 | 19 | 40 | 86  | -46 |
|  | 15.  | Alcoyano            | 14 | 30 | 6  | 2 | 22 | 36 | 92  | -56 |
|  | 16.  | UE Lleida           | 13 | 30 | 6  | 1 | 23 | 41 | 134 | -93 |

Legenda:
      Campione di Spagna e invitata alla Coppa Latina 1951.
  Partecipa agli spareggi interdivisionali.
      Retrocesse in Segunda División 1951-1952.
Regolamento:
Due punti a vittoria, uno a pareggio, zero a sconfitta.
In caso di arrivo di due o più squadre a pari punti, la graduatoria verrà stilata secondo la classifica avulsa tra le squadre interessate che prevede, in ordine, i seguenti criteri:
- Punti negli scontri diretti.
- Differenza reti negli scontri diretti.
- Differenza reti generale.
- Reti realizzate in generale.

## Spareggi

### Spareggi interdivisionali
Agli spareggi interdivisionali, oltre alla 13ª e 14ª classificata in Primera División, parteciparono anche le seconde e le terze classificate dei due gironi di Segunda División. Le prime due squadre avevano diritto a partecipare alla stagione successiva di Primera División.
|  | Pos. | Squadra        | Pt | G  | V | N | P | GF | GS | DR  |
|  | ---- | -------------- | -- | -- | - | - | - | -- | -- | --- |
|  | 1.   | Las Palmas     | 16 | 10 | 8 | 0 | 2 | 26 | 11 | +15 |
|  | 2.   | Real Saragozza | 15 | 10 | 7 | 1 | 2 | 31 | 16 | +15 |
|  | 3.   | Malaga         | 15 | 10 | 7 | 1 | 2 | 34 | 18 | +16 |
|  | 4.   | Real Murcia    | 6  | 10 | 3 | 0 | 7 | 23 | 33 | -10 |
|  | 5.   | Sabadell       | 5  | 10 | 2 | 1 | 7 | 14 | 25 | -11 |
|  | 6.   | Salamanca      | 3  | 10 | 1 | 1 | 8 | 8  | 33 | -25 |

Legenda:
      Promosso in Primera División 1951-1952.
Regolamento:
Due punti a vittoria, uno a pareggio, zero a sconfitta.

## Statistiche

### Squadre

#### Capoliste solitarie
|    | —— | —— | —— | ——              | ——              | ——              | ——              | ——              | ——              | ——              | ——  | ——  | ——  | ——  | ——  | ——  | ——              | ——              | ——              | ——              | ——              | ——  | ——  | ——  | ——  | ——  | ——  | ——  | ——  | —— |  |
|    |    |    |    | Real Valladolid | Real Valladolid | Real Valladolid | Real Valladolid | Real Valladolid | Real Valladolid | Real Valladolid | Siv |     | Siv |     | Siv |     | Atlético Madrid | Atlético Madrid | Atlético Madrid | Atlético Madrid | Atlético Madrid |     | AtM | AtM |     |     |     | AtM | AtM |    |  |
|    |    |    |    |                 |                 |                 |                 |                 |                 |                 |     |     |     |     |     |     |                 |                 |                 |                 |                 |     |     |     |     |     |     |     |     |    |  |
|    |    |    |    |                 |                 |                 |                 |                 |                 |                 |     |     |     |     |     |     |                 |                 |                 |                 |                 |     |     |     |     |     |     |     |     |    |  |
| 1ª | 2ª | 3ª | 4ª | 5ª              | 6ª              | 7ª              | 8ª              | 9ª              | 10ª             | 11ª             | 12ª | 13ª | 14ª | 15ª | 16ª | 17ª | 18ª             | 19ª             | 20ª             | 21ª             | 22ª             | 23ª | 24ª | 25ª | 26ª | 27ª | 28ª | 29ª | 30ª |    |  |

#### Primati stagionali
- Maggior numero di vittorie: Atlético Madrid, Siviglia, Valencia (17)
- Minor numero di sconfitte: Atlético Madrid (7)
- Migliore attacco: Athletic Bilbao (88 reti segnate)
- Miglior difesa: Siviglia (46 reti subite)
- Miglior differenza reti: Atlético Madrid (+37)
- Maggior numero di pareggi: Atlético Madrid, Racing Santander (6)
- Minor numero di pareggi: Lleida (1)
- Maggior numero di sconfitte: Lleida (23)
- Minor numero di vittorie: Alcoyano, Lleida (6)
- Peggior attacco: Alcoyano (36 reti segnate)
- Peggior difesa: Lleida (134 reti subite)
- Peggior differenza reti: Lleida (-93)

### Individuali

#### Classifica marcatori
| Gol |  |  | Giocatore               | Squadra         |
| --- |  |  | ----------------------- | --------------- |
| 38  |  |  | Telmo Zarraonaindía     | Athletic Bilbao |
| 20  |  |  | César Rodríguez         | Barcellona      |
| 21  |  |  | Pahiño                  | Real Madrid     |
| 20  |  |  | Manuel Badenes          | Valencia        |
| 19  |  |  | Adrián Escudero         | Atlético Madrid |
| 19  |  |  | Juan Araújo Pino        | Sevilla         |
| 19  |  |  | Gerardo Coque           | Real Valladolid |
| 18  |  |  | Francisco Javier Marcet | Español         |
| 17  |  |  | Epi                     | Real Sociedad   |
| 17  |  |  | José Caeiro             | Real Sociedad   |